# Andrew Pinon
Andrew Pinon (* 22. November 1972) ist ein US-amerikanischer Schauspieler, Drehbuchautor und Filmproduzent.

## Leben
Pinon wurde am 22. November 1972 geboren und wuchs im Orange County im US-Bundesstaat Kalifornien auf. Er ist Absolvent der University of California, Los Angeles. Seinen Master-Abschluss unterbrach er aufgrund erster Tätigkeiten in der Filmindustrie. Am 16. August 2014 heiratete er die Schauspielerin Melanie K. Baker. Die beiden sind seit 1994 gut befreundet gewesen.
Er gab 2002 in Catching Heaven’s Horse sein Filmschauspieldebüt. 2006 schrieb er das Drehbuch für den Kurzfilm 4-Sighted und übernahm außerdem eine Filmrolle. 2009 gehörte er zum Drehbuchautorenteam für den Film Off the Ledge. Der Film erschien am 22. Dezember 2009 im US-amerikanischen Videoverleih. 2011 war er im Katastrophenfilm Eiszeit – New York 2012, produziert vom Filmstudio The Asylum, zu sehen. 2012 verfasste er das Drehbuch für den Fernsehfilm Singled Out. Er fungierte außerdem als Produzent. 2014 produzierte er den Fernsehfilm Broken Things und fungierte als Produzent an den Fernsehserien All Ashore und Ghosts of Gilbert Hall. Im selben Jahr war er im Mockbuster Avengers Grimm als Officer Lyau zu sehen. 2024 stellte er in Prepare to Die die Rolle des James Swiftwater dar.

## Filmografie (Auswahl)

### Schauspiel
- 2002: Catching Heaven’s Horse
- 2003: Los jornaleros
- 2004: The Neighborhood
- 2005: All In
- 2006: 4-Sighted (Kurzfilm)
- 2007: Socket
- 2008: Diamonds and Guns
- 2009: Off the Ledge
- 2010: Words Unspoken (Kurzfilm)
- 2010: Devolved
- 2011: Eiszeit – New York 2012 (2012: Ice Age)
- 2011: Infinity (Kurzfilm)
- 2011: Cowboys & Indians
- 2013: Ruby Booby
- 2015: Avengers Grimm
- 2015: Last Chance (Fernsehfilm)
- 2017: Border Brothers
- 2024: Prepare to Die
- 2024: The Pool Boy (Miniserie)

### Produktion
- 2012: Singled Out (Fernsehfilm)
- 2014: Broken Things (Fernsehfilm)
- 2015: All Ashore (Fernsehserie)
- 2015: Ghosts of Gilbert Hall (Fernsehserie)

### Drehbuch
- 2006: 4-Sighted (Kurzfilm)
- 2009: Off the Ledge
- 2012: Singled Out (Fernsehfilm)